# Brudegaven
Brudegaven er en dansk stum romantisk komediefilm fra 1912 produceret af Nordisk Films Kompagni og instrueret af Christian Schrøder efter manuskript af Carl Alstrup.
Filmen blev i tysktalende lande distribueret som Das Hochzeitsgeschenk, i engelsktalende lande som An Unwelcome Wedding Gift og i fransktalende lande som Le cadeau de noce.
Filmens tema om en utro mand, der filmes i selskab med en kvinde, for derefter at få vist optagelserne i biografen, går igen i den russiske film fra samme år Filmfotografens Hævn.

## Handling
Den snobbede biografdirektør Stribolt er lykkelig, da Grev von Svindelstein viser interesse for Stribolts datter Agathe. Hendes kæreste, skuespiller Vorm, smides derfor på porten. Agathe er dog ikke meget for greven, der er en slet karl, og tilmed fattig. Hun afviser greven, men da hun modtager et mystisk brev fra Vorm, der lover, at han vil forhindre bryllup, indvilliger hun i at gifte sig med greven. Greven skal dog på forretningsrejse til Berlin, hvor Vorm følger efter med sit filmkamera. Han optager greven på turen, hvor han er i selskab med letlevende damer. Det aftales at vise filmen som en bryllupsgave i filmselskabets prøvesal.  Da filmen vises, og greven afsløres, bliver greven sendt på porten, og Stribolt giver Agathe og Vorm sin velsignelse.

## Medvirkende
- Oscar Stribolt
- Carl Alstrup
- Lauritz Olsen
- Philippa Frederiksen